# Ali Al-Habsi
Ali Abdullah Harib Al Habsi (arab. علي بن عبد الله بن حارب الحبسي, ur. 30 grudnia 1981 w Maskacie) – omański piłkarz występujący na pozycji bramkarza w Al-Hilal.
Al-Habsi rozpoczął karierę w 1998 roku, kiedy to grał dla Al-Midhaibi. W 2002 roku przeszedł do Al Nasr Salalah, a rok później do norweskiego Lyn Fotball. W 2006 roku podpisał kontrakt z Boltonem. 15 lipca 2010 roku został wypożyczony na jeden sezon do Wigan Athletic.
4 lipca 2011 roku przeszedł za 4 mln £ do Wigan Athletic, z którym podpisał czteroletni kontrakt.